# Dóra Varga
Dóra Varga (11 marzo 1986) è una schermitrice ungherese, specializzata nella sciabola. Ha vinto una medaglia di bronzo ai Campionati mondiali di scherma.
Sposata il 18 maggio 2019 con Roberto Parodi, tennista ligure classe 1976.